# Snaggletooth

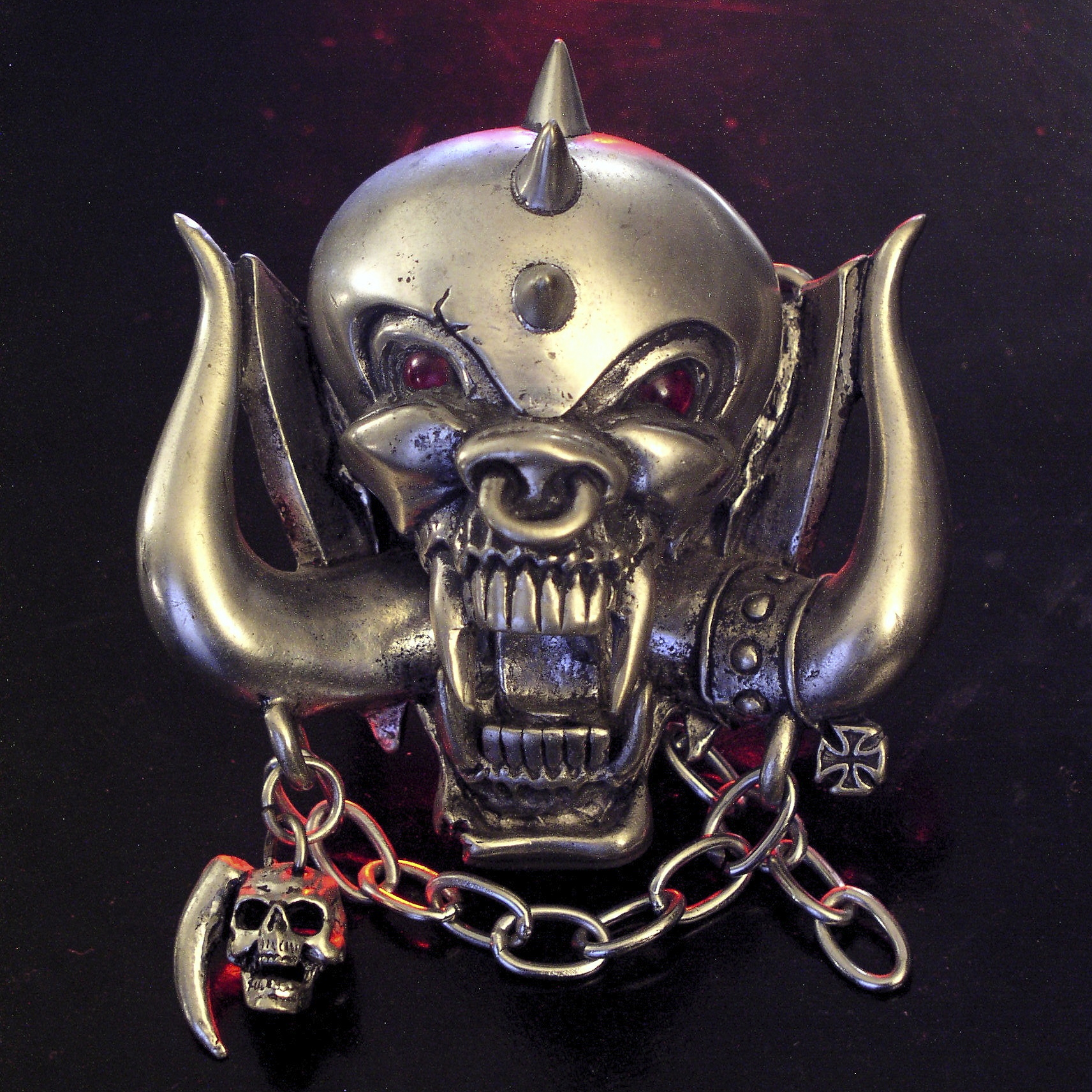
Snaggletooth, mascota de Motörhead.

Snaggletooth, también llamado War-Pig, es la mascota oficial de la banda británica de heavy metal, Motörhead. Ha aparecido en la mayoría de portadas de la banda. Es una mezcla de lobo, perro y gorila con casco, cuernos y pinchos y fue creado por el dibujante Joe Petagno.

## Apariciones
Debutó en el primer disco de la banda, Motörhead, dibujado por Joe Petagno. En el disco Overkill tenía un aspecto más colorido y en Bomber salía en un bombardero. Ha aparecido de todas las formas posibles en la mayor parte de álbumes. También es común verlo en conciertos del grupo y en  camisetas y demás merchandising de Motörhead.

## Creación
Joe Petagno que había trabajado con más bandas, sobre todo de heavy metal se basó en los temas de la banda : la lucha entre el bien y el mal, la guerra, abuso de poder, sexo, drogas y vida en la carretera. 